# Joseph Wedderburn
Joseph Henry Maclagan Wedderburn (Forfar, 2 febbraio 1882 – Princeton, 9 ottobre 1948) è stato un matematico scozzese.

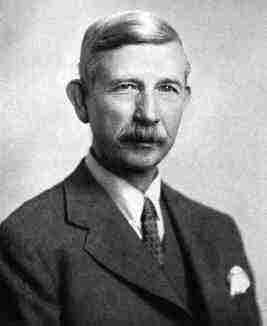
Joseph Henry Maclagan Wedderburn

Algebrista influente, ha insegnato all'Università di Princeton per la maggior parte della sua carriera. Ha dimostrato che ogni corpo finito è un campo, e parte del teorema di Artin-Wedderburn, relativo alle algebre semplici. Ha anche contribuito alla teoria dei gruppi e all'algebra delle matrici.

## Biografia
Wedderburn proviene da una famiglia di ministri del culto: suo padre Alexander Stormonth Maclagen Wedderburn, oltre ad essere un medico, era anche parroco di Kinfauns, mentre il nonno di suo padre è stato ministro del culto a Blair Atholl. Sua madre era Anne Ogilvie, proveniente da una famiglia di avvocati; il padre di Anne è egli stesso avvocato a Dundee. Anne e Alexander Wedderburn hanno una famiglia numerosa: Joseph è infatti il decimo di 14 figli, otto maschi e sei femmine.
Joseph viene educato a Forfar, a nord di Dundee e, dai cinque ai tredici anni, frequenta l'Accademia di Forfar; nei tre anni successivi frequenta il College George Watson, scuola indipendente di Edimburgo, completando gli studi nel 1898. Vince una borsa di studio per l'Università di Edimburgo, che frequenta dall'età di 16 anni e mezzo; qui, oltre a studiare matematica, tra il 1902 e il 1903 lavora come assistente presso il laboratorio di fisica.
Inizia la sua ricerca matematica prima ancora di essersi laureato: il suo primo articolo, On the Isoclinal Lines of a Differential Equation of the first order (Sulle linee isocline di una equazione differenziale del primo ordine), viene pubblicato nei Proceedings of The Royal Society of Edinburgh nel 1903. Altri due articoli, riguardanti le funzioni scalari di un vettore e un'applicazione dei quaternioni alle equazioni differenziali, compaiono nello stesso anno tra le pubblicazioni della Royal Society di Edimburgo.
Nel 1903 consegue, all'Università di Edimburgo, la laurea di secondo grado in Matematica con il massimo dei voti.
Negli anni seguenti Wedderburn segue all'Università di Lipsia nella sessione 1903-1904 alcuni studi di perfezionamento post laurea. Trascorre il semestre estivo 1904 all'Università di Berlino. L'interesse di Wedderburn è ormai rivolto all'algebra e il suo viaggio in Germania gli permette di interagire con Frobenius e Issai Schur. Vinta poi una borsa di studio della Carnegie Corporation, nel 1904-1905 si stabilisce all'Università di Chicago, dove ha l'occasione di lavorare con Oswald Veblen. Qui approfondisce ancora il suo grande interesse per l'algebra, lavorando con Oswald Veblen, Eliakim Moore e Leonard Dickson (che diventerà il più grande algebrista americano dei suoi tempi). Con quest'ultimo Wedderburn collabora alla determinazione dei corpi finiti, considerato un problema importante.
Ritornato in Scozia nel 1905, Wedderburn lavora per altri 4 anni all'Università di Edimburgo, facendo da assistente a George Chrystal, che segue il suo dottorato; la relativa tesi, On Hypercomplex Numbers (Sui numeri ipercomplessi) sarà premiata nel 1908. Dal 1906 al 1908, Wedderburn opera come editor dei Proceedings of the Edinburgh Mathematical Society.
Nel 1909 Wedderburn ritorna negli Stati Uniti in seguito alla sua nomina di Precettore di Matematica all'Università di Princeton, dove torna in contatto con Oswald Veblen. I cinque anni successivi sono ricchi di soddisfazione e di gioia per Wedderburn. I suoi colleghi Precettori lo descrivono così:
I cinque anni però si concludono con lo scoppio della prima guerra mondiale. Wedderburn si arruola subito come volontario nell'esercito britannico, da privato: tra i suoi colleghi, è il primo ad arruolarsi come volontario, e il suo sarà il servizio più lungo. Inviato in Francia tra il gennaio 1918 e il marzo 1919 e nell'esercito mette a frutto la sua abilità scientifica. Inviato in Francia come capitano del 4º Battaglione  per la Rilevazione del Terreno, inventa un'attrezzatura per rilevare e misurare la distanza del suono, localizzando così la posizione dell'artiglieria nemica.
Una volta tornato a Princeton, riprende il posto di precettore in matematica, ma subito dopo, nel 1920, viene promosso a professore assistente. Nel 1921 ottiene la nomina a professore associato. Dal 1912 al 1928 cura come editore gli Annals of Mathematics.
Verso la fine di questo periodo Wedderburn inizia a soffrire di un leggero esaurimento nervoso, che si tramuta successivamente in forte depressione, portandolo ad isolarsi dal resto del mondo. Interrompe i rapporti con tutti, e sebbene lui riconosca che il suo problema scaturisca dalla profonda solitudine, non ristabilisce i contatti neppure con gli amici di un tempo. Nel 1945 Princeton gli concede il pensionamento anticipato per motivi di salute, e da quel momento in poi il suo isolamento è quasi totale. Sebbene la sua morte sia stata registrata il 9 ottobre 1948, probabilmente egli muore qualche giorno prima. Le persone addette alla pulizia e alla custodia della casa lo trovano nel giorno sopraindicato, ma l'autopsia medica stabilisce che è morto di infarto diversi giorni prima.
Parshall scrive:

## Opere
Wedderburn ha dato importanti contributi all'algebra, alla teoria degli anelli e delle matrici. I suoi migliori risultati in matematica, di cui abbiamo riferito prima, sono sicuramente antecedenti la guerra. Produce in tutto circa 40 fra libri ed articoli, prevalentemente sugli anelli e sulle matrici.
Nel 1905, Wedderburn pubblica un articolo che include tre dimostrazioni di un teorema che afferma la non esistenza di un corpo finito. Le tre dimostrazioni fanno uso dell'interazione tra il gruppo additivo di un corpo finita e il gruppo moltiplicativo A* =  A – {0}. Nel 1983 Parshall sottolinea che la prima di queste tre dimostrazioni contiene una lacuna che al tempo non era stata notata. Nel frattempo, anche Dickson, il collega di Wedderburn di Chicago, sviluppa una dimostrazione di questo risultato ma, credendo che quella di Wedderburn fosse corretta, riconosce al collega la priorità della scoperta. Dickson, però, riferisce che Wedderburn costruisce la sua seconda e terza dimostrazione solo dopo aver visto la sua; secondo Parshall si dovrebbe riconoscere a Dickson la priorità di aver fornito la prima dimostrazione corretta.
Da un corollario di questo teorema si ottiene la struttura completa di tutte le geometrie proiettive finite. Nel loro articolo Non-Desarguesian and Non-Pascalian Geometries (Geometrie non-desarguesiane e non-pascaliane), in Transactions of the American Mathematical Society del 1907, Wedderburn e Veblen dimostrano che in queste geometrie, il teorema di Pascal è la conseguenza del teorema di Desargues. Riescono a dimostrare tale teoria, costruendo geometrie proiettive finite che non sono né "desarguesiane" né "pascaliane". (La terminologia è dovuta a Hilbert).
L'articolo più conosciuto di Wedderburn è la sua tesi di dottorato, pubblicata nel 1907 in Proceedings of the London Mathematical Society, che riguarda i numeri ipercomplessi: questo articolo fornisce la completa classificazione delle algebre semplici e delle algebre semisemplici. Dimostra, inoltre, che ogni algebra semisemplice può essere costruita come una somma diretta di algebre semplici e che ogni algebra semplice è isomorfa a un'algebra matriciale per qualche anello di divisione. Il teorema di Artin-Wedderburn generalizza questo risultato.
Il suo libro più famoso è Lectures on Matrices (Lezioni sulle matrici) (1934), di cui Nathan Jacobson, uno dei pochi studenti portati al dottorato da Wedderburn, così esprime il suo apprezzamento (citato in Taylor nel 1949):
Robert Hooke (1984) così commenta il suo insegnamento:
Tra gli onori che Wedderburn riceve durante la sua vita sono da includere la MacDougall-Brisbane Gold Medal, conferitagli dalla Royal Society di Edimburgo nel 1921, e l'ammissione alla Royal Society di Londra nel 1933.